# Замок Слейн

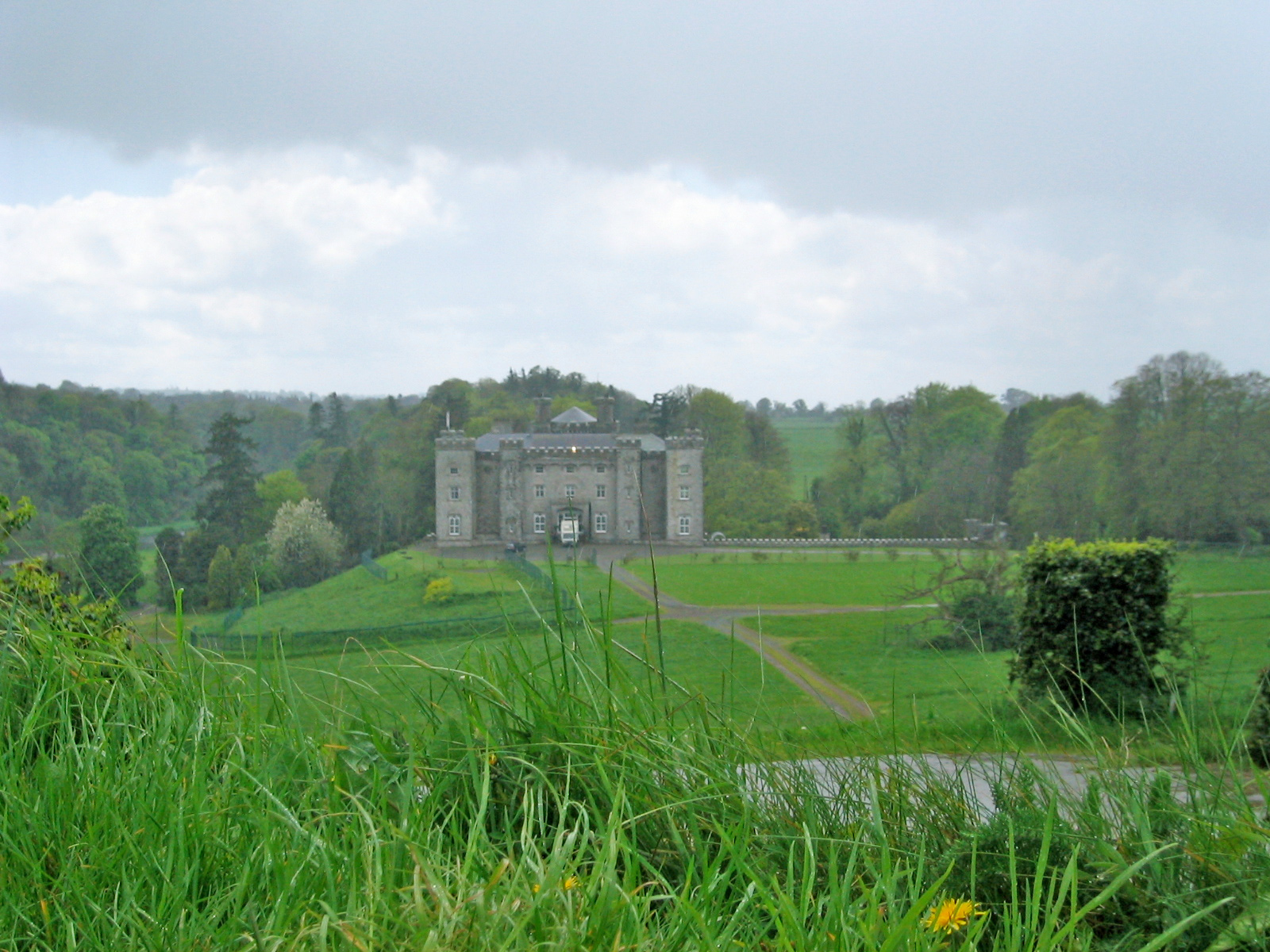
Замок Слейн.

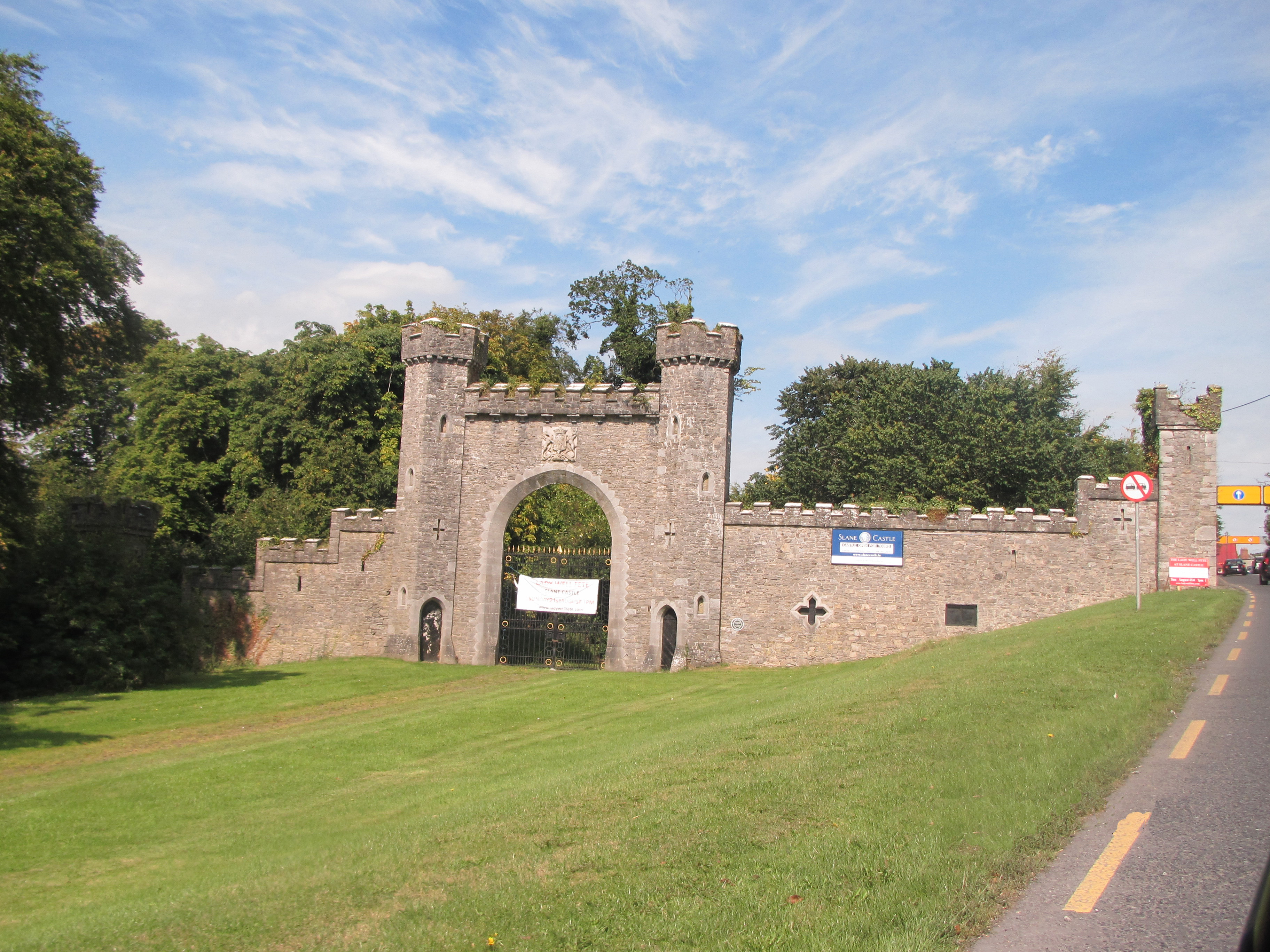
Ворота замку Слейн.

Замок Слейн (англ. Slane Castle) — один із замків Ірландії, розташований в графстві Міт, в долині річки Бойн. Замок тривалий час був резиденцією аристократичного роду Конінгам. Замок побудований в 1701 році. У замку Слейн та біля нього відбуваються концерти видатних музикантів та співаків з усього світу. Схили пагорбів біля замку Слейн утворюють природний амфітеатр.

## Історія замку Слейн
Замок Слейн стоїть на історичному місці. Неподалік від замку є комплекс стародавніх курганів та мегалітичних споруд епохи неоліту, яким понад 5000 років, зокрема кургани Ньюгрендж. Річка Бойн оповита чисельними легендами та міфами. Неподалік від замку розташоване місце битви на річці Бойн — битви, що в свій час змінила хід історії Ірландії, була однією з трагедій ірландського народу. Нинішній замок Слейн був побудований Вільямом Бартоном Конінгемом разом зі своїм племінником — маркізом Конінгем І. Замок був побудований 1701 року. У 1785 році була здійснена реконструкція замку під керівництвом Джеймса Гандона, Джеймса Вайята та Френсіса Джонстона. Френсіс Джонстон був архітектором брами Мілл-Хілл у псевдоготичному стилі, що була збудована на схід від замку.
Родина Конінгем — це протестантська шотландська родина, що переселилась до Ірландії під час колонізації Ірландії після її остаточного завоювання Англією в 1611 році — під час так званих «Плантацій Ольстера». Родина володіла землями біля селища Таванах т-Салайнн, що в графстві Донегол. Тодішній голова родини — Чарльз Конінгем перейменував селище на Танталлон (перекручене на ірландський лад «Гора Чарлі»). Крім цього родина володіла землями в Західному Донеголі в районі Россес.
Родина Конінгем володіла землями Слейн в графстві Міт понад 300 років. Ці землі вони отримали під час конфіскацій, здійснених після перемоги короля Вільгельма ІІІ Оранського над королем Яковом ІІ, якого підтримали ірландці. Багато ірландських родин, що підтримали якобітів втратили свої землі та замки. Родина Конінгем утвердилась на цих землях у 1701 році. Тоді ж родина переїхала з Донеголу в Слейн і зробила Слейн своєю основною резиденцією. До цього тут стояв більш давній замок Слейн. Цим замком і землями володіла католицька родина Флемінг. Як і всі католики, вони підтримали якобітів і Велику Спілку. Після перемоги вільямітів-протестантів їх землі і майно були конфісковані. Крістофер — XVII барон Слейн (1669 — 14 липня 1726) отримав титул І віконта Лонгфорд від королеви Анни в 1713 році. Він був останнім лордом Слейн з роду Флемінг. Нинішній власник замку — Генрі Конінгем — VIII маркіз Конінгем. Старший син лорда — Алекс Конінгем носить титул графа Маун Чарльз.
У 1991 році в замку сталася пожежа, що завдала значної шкоди замку. Замок був відремонтований і знову відкритий в 2001 році після більш ніж десятирічного ремонту. У 2003 році біля замку в річці Бойн була знайдена гармата, що була пов'язана з історією замку.
На схід від замку, між річкою Бойн та селищем Слейн лежать руїни церкви святого Ерка — споруди XV століття. В одному з ірландських міфів «Ках Майге Туйред» — «Битва в долині Туйред» говориться, що в цьому місці було джерело, яке знайшов Діан Кехт. Воїни Племен Богині Дану омивалися в цьому джерелі і це зцілювало будь-які рани, навіть смертельні, крім втрати голови. Після приходу в Ірландії християнства на цьому місці був збудований храм, що був присвячений Богородиці.

## Концерти біля замку Слейн
З 1981 року замок Слейн використовувався для проведення концертів. Біля замку є природний амфітеатр з чудовою акустикою, де можуть розміститися понад 80 000 чоловік. Концерти були організовані графом Маунт Чарльз, що був відомий довгий час як Генрі Маун Чарльз, а з березня 2009 року він відомий як VIII маркіз Конінгем, власник замку.
Тут виступали такі всесвітньо відомі гурти та виконавці як «Роллінг Стоунз», «U2», Guns N' Roses, Red Hot Chili Peppers, «Квін», Девід Боуї, Ніл Янг, Браян Адамс, Боб Ділан, Брюс Спрінгстін, Роббі Вільямс, Мадонна, «R.E.M.», Celtic Woman , «Оазіс». 28 травня 2001 року відбувся ювілейний 30-тий концерт біля замку Слейн. Виступав гурт Thin Lizzy, що брав участь в концерті 1982 року.
Гурт «Селтік Вумен» записав тут свій другий диск у 2006 році, який назвали «Друга подорож». Гурт «U2» знімав тут диск «Йди додому» у 2001 році і випустив його в 2003 році. У 1984 році вони записали тут свій альбом «The Unforgettable Fire», жили для цього тривалий час в замку. Частина фільму Мадонни «Я збираюся розповісти вам секрет» була знята саме в цьому замку в 2004 році. Бон Джові відвідав замок Слейн в 2013 році.